# Stanošina
Stanošina is een plaats in Slovenië en maakt deel uit van de gemeente Podlehnik in de NUTS-3-regio Podravska. De plaats telde 182 inwoners op 1 januari 2020.